# Nicolae Popescu-Doreanu
Nicolae Popescu-Doreanu (n. 16 decembrie 1897, București, România – d. 24 iulie 1960) a fost un ziarist și demnitar comunist român, care a îndeplinit funcțiile de ministru al învățământului public în guvernul Petru Groza (4) și Gheorghe Gheorghiu-Dej (1) (23 aprilie 1949 – 26 septembrie 1952) și președinte al Comitetului pentru Artă (cu rang de ministru) (26 septembrie 1952 – 30 noiembrie 1953).

## Distincții
- Medalia „A cincea aniversare a Republicii Populare Române” (24 decembrie 1952) „pentru lupta și munca duse în vederea făuririi, consolidării și prosperării Republicii Populare Române”[1]
- Ordinul Muncii clasa I (31 mai 1957) „pentru merite deosebite în muncă, cu ocazia celui de al II-lea Congres al Asociației Științifice a Inginerilor și Tehnicienilor din Republica Populară Romînă”[2]